# Herrenvolk-democratie
De Herrenvolk-democratie is een regeringsvorm waarin alleen een specifieke etnische groep deelneemt aan de regering, terwijl andere groepen geen politieke rechten hebben. Een verwant concept is etnocratie, waarbij één groep de staat domineert. De Duitse term "Herrenvolk" werd gebruikt in het 19e-eeuwse discours dat het kolonialisme rechtvaardigde op basis van de zogenaamde raciale superioriteit van Europeanen.

## Inhoud
Deze elitaire regeringsvorm wordt doorgaans door de meerderheidsgroep gebruikt om de controle en macht binnen het systeem te behouden. Typisch valt het samen met de valse schijn van egalitarisme. Er bestaat een heersende opvatting dat naarmate de meerderheid van de bevolking vrijheid verkrijgt en de egalitaire principes worden bevorderd, de minderheid zal worden onderdrukt en verhinderd zal worden deel te nemen aan de regering. Dit principe kan worden waargenomen in de ontwikkeling van zowel de Verenigde Staten – vooral de Zuidelijke Staten – als Zuid-Afrika in de 19e en 20e eeuw. In deze historische scenario's heeft de wetgeving weliswaar geleid tot algemeen kiesrecht voor blanke mannen en later tot algemeen kiesrecht voor blanken, maar heeft zij ook de beperkingen op de politieke participatie van zwarten verder aangescherpt en hun ontneming van kiesrecht gehandhaafd. Zuid-Rhodesië en later Rhodesië beperkten het kiesrecht op basis van kwalificaties zoals inkomen en geletterdheid, waardoor het stemrecht feitelijk werd beperkt tot de blanke bevolking.
De term werd voor het eerst gebruikt door Pierre L. van den Berghe in zijn boek Race and Racism uit 1967. In zijn boek The Wages of Whiteness uit 1991 herinterpreteert historicus David R. Roediger deze regeringsvorm in de context van de 19e-eeuwse Verenigde Staten, met het argument dat de term "Herrenvolk-republicanisme" de raciale politiek van die periode nauwkeuriger beschrijft. De basis van de Herrenvolk-republicanisme ging verder dan de marginalisatie van de zwarten ten gunste van een republikeinse regering in dienst van het "Herrenvolk". Er werd beweerd dat "zwartheid" synoniem was met afhankelijkheid en onderdanigheid en daarom in strijd was met republikeinse onafhankelijkheid en blanke vrijheid. Bijgevolg gebruikte de afhankelijke blanke arbeider in die tijd zijn witheid om zich te differentiëren en boven de afhankelijke zwarte arbeider of tot slaaf gemaakte persoon uit te stijgen. Volgens deze ideologie waren zwarten niet alleen "niet-burgers"; het waren "anti-burgers" die zich fundamenteel verzetten tegen de idealen van de republikeinse regering.